# Kingshurst
Kingshurst – wieś w Anglii, w hrabstwie ceremonialnym West Midlands, w dystrykcie metropolitalnym Solihull. Leży 11 km na wschód od miasta Birmingham i 156 km na północny zachód od Londynu. W 2001 miejscowość liczyła 8126 mieszkańców.